# Paradigma OLI
Il paradigma OLI (ownership, location, internalization) dell'economista John Dunning afferma come un'impresa possa godere di specifici vantaggi dal possesso o dall'apertura di una filiale estera (ownership advantages); questi vantaggi sono strettamente legati col territorio dunque difficilmente trasferibili (location advantages) e l'impresa trae maggiormente profitto da questi vantaggi con l'utilizzo diretto, anziché con la cessione ad altre imprese (internalization advantages).
Gli ownership advantages sono principalmente connessi con l'aumento dimensionale (aumento capacità contrattuale, input a prezzi favorevoli) e con il miglioramento in termini di immagine e aumento di visibilità.
Esistono inoltre due categorie di location advantages a seconda che la produzione sia orientata al mercato o ai costi; nel primo caso la costituzione di una filiale all'estero può essere utile per penetrare un mercato e per conoscerne meglio le caratteristiche, mentre nel secondo caso il fattore più importante per la scelta del paese è il costo del lavoro. 
Per quanto riguarda gli internalization advantages, i vantaggi sono riconducibili ai costi di transazione poiché l'utilizzo diretto permette di controllare al meglio la produzione limitando le incertezze, a fronte di un maggiore sforzo organizzativo e finanziario, inoltre nel caso di eventuali innovazioni è più facile proteggerle da eventuali imitatori.